# 網浦駅

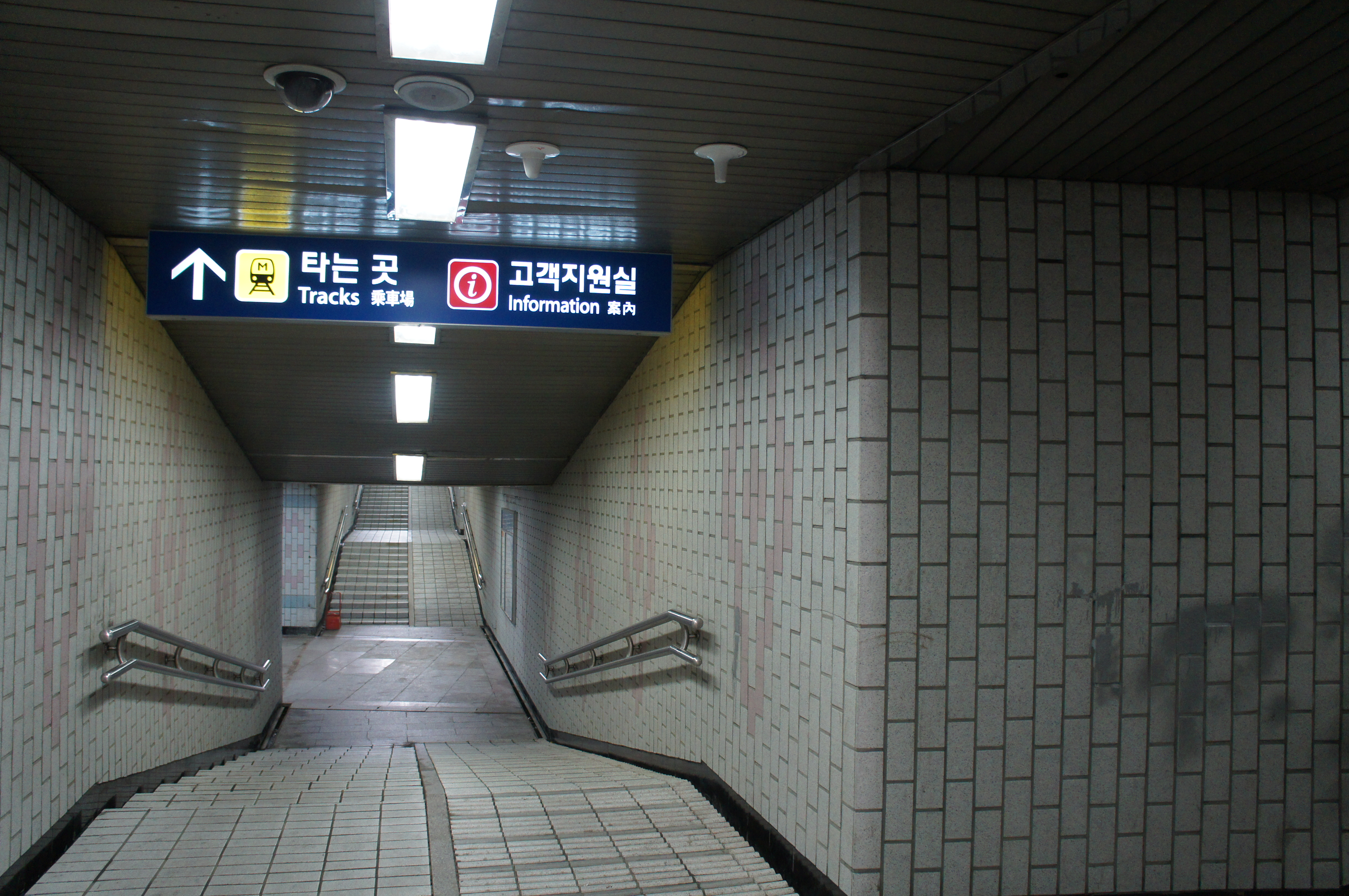
4番出口の通路。元は地下道だった。

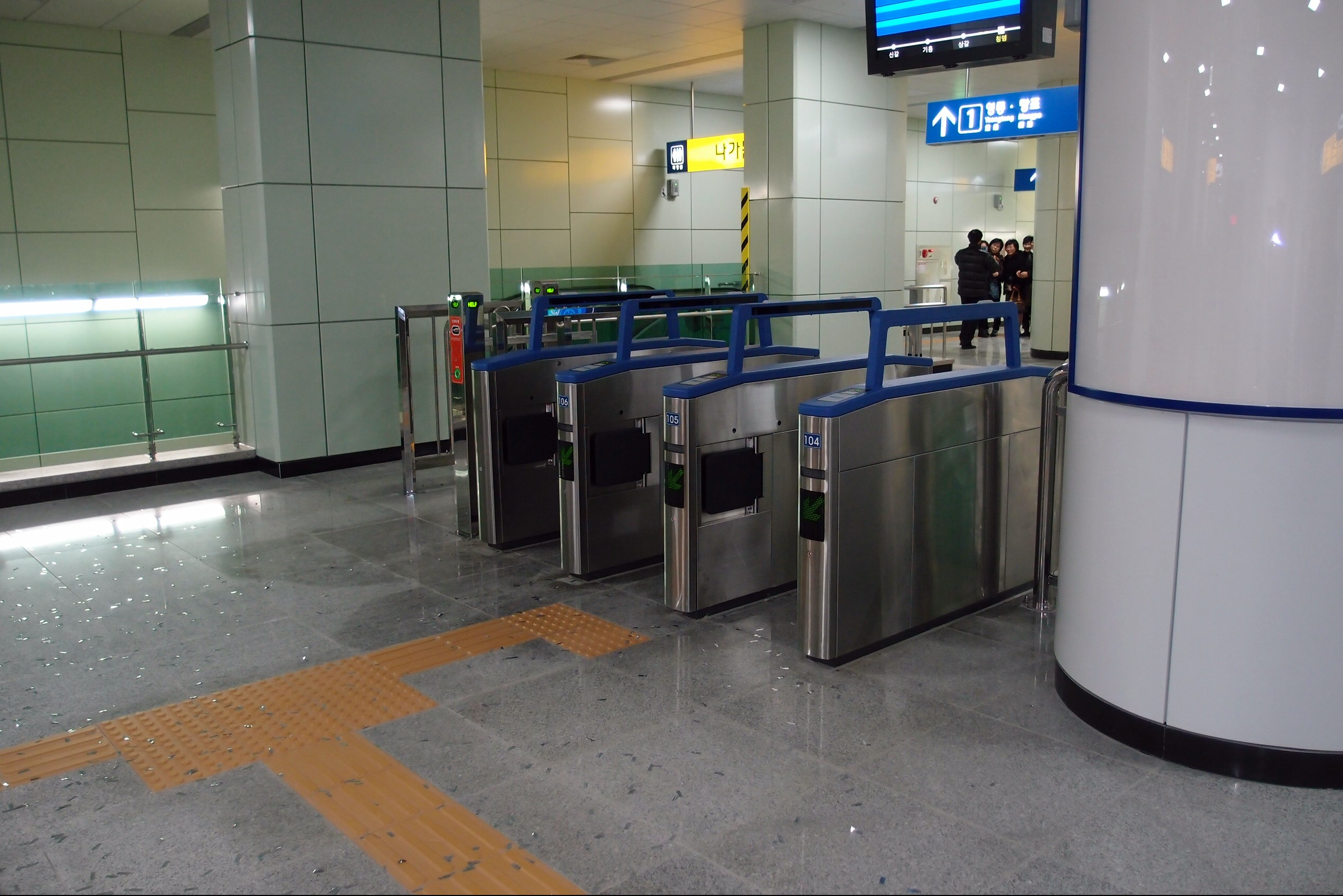
改札口

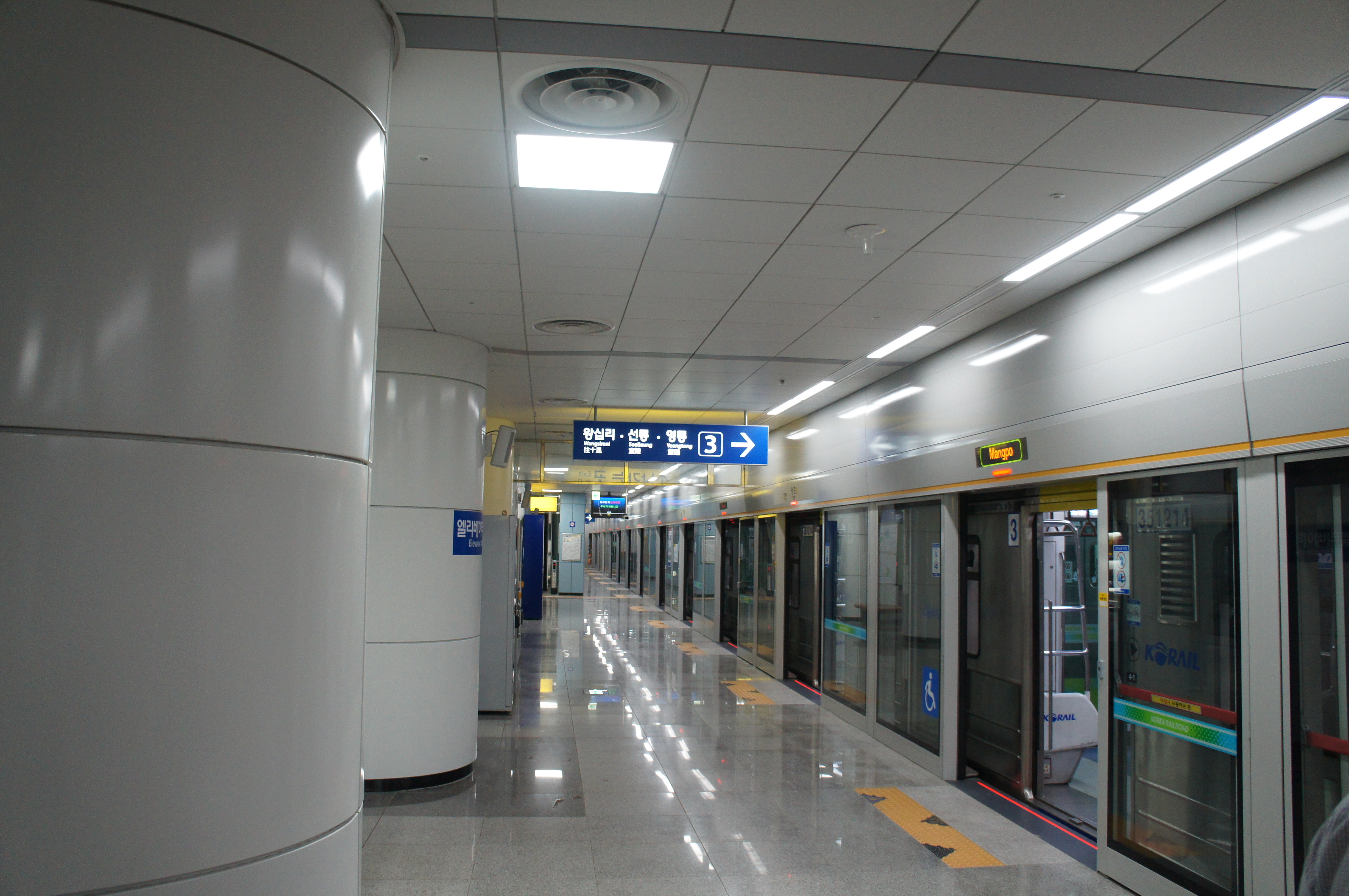
往十里方面ホーム

網浦駅（マンポえき）は大韓民国京畿道水原市霊通区霊通洞にある、韓国鉄道公社（KORAIL）水仁・盆唐線の駅。駅番号は(K241)。

## 歴史
- 2005年 - 着工。
- 2012年3月12日 - 駅名を仮称であるパンジュク駅（방죽역）から網浦駅に確定[1][2]。
- 2012年12月1日 - 開業。
- 2013年11月30日 - 網浦-水原間延伸開業と同時に急行の停車駅となる。
- 2020年 9月12日 - 水仁線の水原延伸により路線名が盆唐線から水仁・盆唐線に変更。

### 駅名について
当駅の工事中の仮称は「パンジュク駅」だった。また、ビョクジョクゴル村の住民が駅名を「ビョクジョクゴル駅」にするよう要求した。2012年3月に水原市が駅名アンケートを実施した結果、網浦駅が1位となり、「網浦駅」に決定した。

## 駅構造
島式ホーム2面4線を有する地下駅で、エレベーター・エスカレーター・ホームドア設置駅。
出口は8番まであり、4-7番出口に関しては、既存していたテジャン地下道（1998年完成）を再利用して作った。しかし新設された他の出入口より階段が急傾斜だという苦情が出た。また、3番出口は移動距離が100mもあるのに動く歩道がないことに関しても苦情が出た。地下道は水原市の管理区域という理由で政府からの支援を受けず、水原市が65億ウォン全額を負担して改善工事を行う予定である。

### のりば
| 1・2 | 水仁・盆唐線 | 梅灘勧善・水原・烏耳島・仁川方面 |
| 3・4 | 水仁・盆唐線 | 器興・竹田・宣陵・往十里方面     |

## 利用状況
2012年は開業日の12月1日から12月31日までの31日間を基準にしたものである。
| 路線         | 路線     | 2010年 | 2011年 | 2012年 | 2013年 | 2014年 | 2015年 | 2016年 | 2017年 | 2018年 | 2019年 | 出典  |
| ------------ | -------- | ------ | ------ | ------ | ------ | ------ | ------ | ------ | ------ | ------ | ------ | ----- |
| 水仁・盆唐線 | 乗車人員 | 未開業 | 未開業 | 5,118  | 6,918  | 10,700 | 11,574 | 12,096 | 12,635 | 13,563 | 14,096 | [ 6 ] |
| 水仁・盆唐線 | 降車人員 | 未開業 | 未開業 | 5,114  | 6,607  | 9,965  | 10,665 | 11,103 | 11,557 | 12,465 | 13,075 | [ 6 ] |
| 路線         | 路線     | 2020年 | 2021年 | 2022年 |        |        |        |        |        |        |        |       |
| 水仁・盆唐線 | 乗車人員 | 10,501 | 11,364 | 12,932 |        |        |        |        |        |        |        |       |
| 水仁・盆唐線 | 降車人員 | 9,949  | 10,838 | 12,307 |        |        |        |        |        |        |        |       |

## 駅周辺
- サムスンデジタルシティ（サムスン電子本社）
- 網浦駅乗換センター
  - 霊通車庫地
- 水原子供交通公園
- 霊通デジタルエンパイア
- YMCA 京畿地方本部
- ゴールデンスクエア
- 朴智星サッカーセンター
- 霊通2洞住民センター
- 台章洞住民センター
- 台章マル図書館
- 霊通ファッションタウン
- 新栄初等学校
- 台章初等学校
- 水原霊通中学校
- 台章中学校
- 台章高等学校
- 網浦村
- ビョクジョクゴル村
- 堂岩村

## 隣の駅
韓国鉄道公社
 水仁・盆唐線
急行
器興駅 (K237) - 網浦駅 (K241) - 水原市庁駅 (K243)
緩行
霊通駅 (K240) - 網浦駅 (K241) - 梅灘勧善駅 (K242)